# Ronda del Ferrocarril
La calle Ronda del Ferrocarril es una de las principales calles de la ciudad de Miranda de Ebro, en España. Es la calle de mayor longitud de la ciudad y actúa como una vía rápida desde el centro comercial y financiero hasta las salidas de la localidad.

## Características

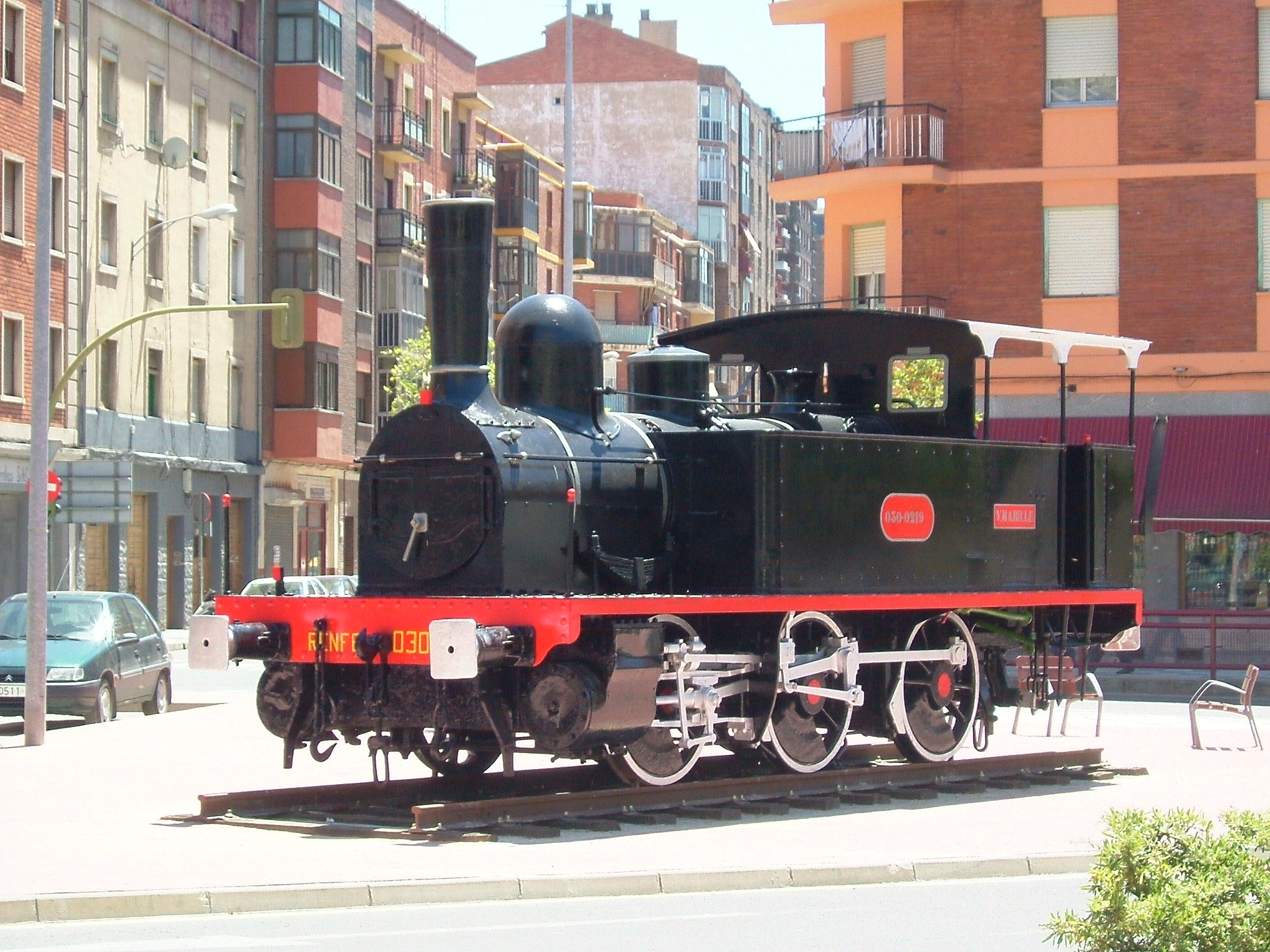
Locomotora de Vapor en una de las aceras de Ronda del Ferrocarril.

Tiene una anchura aproximada de entre 25 y 30 metros, en función del tramo, y una longitud de casi tres kilómetros. Comienza su recorrido en glorieta que conecta la carretera BU-735 y el barrio de San Juan, y se dirige en dirección noreste hacia el centro neurálgico de la ciudad. Tras atravesarlo, finaliza en otra glorieta con la calle Logroño. Se una vía de doble calzada con dos carriles cada una, a excepxión de un pequeño tramo en su inicio. Se trata de la calle que canaliza el tráfico de manera más rápida por el centro de la ciudad.
A la calle se asoman en su mayoría edificios residenciales, aunque también se sitúan en ella numerosos equipamientos como la estación de ferrocarril, la estación de autobuses, el Centro Cívico Raimundo Porres, así como dos parques: el de Antonio Machado y el de Emiliano Bajo.
Entre los elementos ornamentales de la calle, destaca:
- Monumento a la Libertad.
- Máquina de Vapor.
- Monumento a los Sanjuaneros.
- Monumento Vivir Miranda (escultura M).